# U.M.A レイク・プラシッド2
『U.M.A レイク・プラシッド2』（Lake Placid 2）は、2007年に公開されたテレビ映画。

## 概要
メイン州のレイク・プラシッドに現れた巨大ワニとの壮絶な死闘を描いたアニマル・パニック・ホラー映画『U.M.A レイク・プラシッド』の続編。

## あらすじ
メイン州のレイク・プラシッドで環境保護局の男が何者かによって食い殺されてしまうという事件が発生。保安官のライリーと野生保護局のエマは湖の調査を開始、それが異常発達した3匹の巨大ワニの仕業だと判明する。ライリーはハンターのストラサーズと手を組み、巨大ワニを退治しに行くが…

## キャスト
- ライリー保安官-ジョン・シュナイダー
- エマ-サラ・ラフルール
- ストラサーズ-サム・マクマレー
- スコット・ライリー-チャド・マイケル・コリンズ
- ケリー-アリシア・ジーグラー

## スタッフ
- 監督・脚本：デヴィッド・フローレス/トッド・ハーヴィッツ/ハウイー・ミラー
- 製作：ジェフリー・ビーチ/フィリップ・J・ロス
- 製作総指揮：T・J・サガセガワ
- 音楽：ネイサン・ファースト
- 撮影：ロレンツォ・セナトーレ
- 編集：ジョン・クイン